# 페가수스 (로켓)

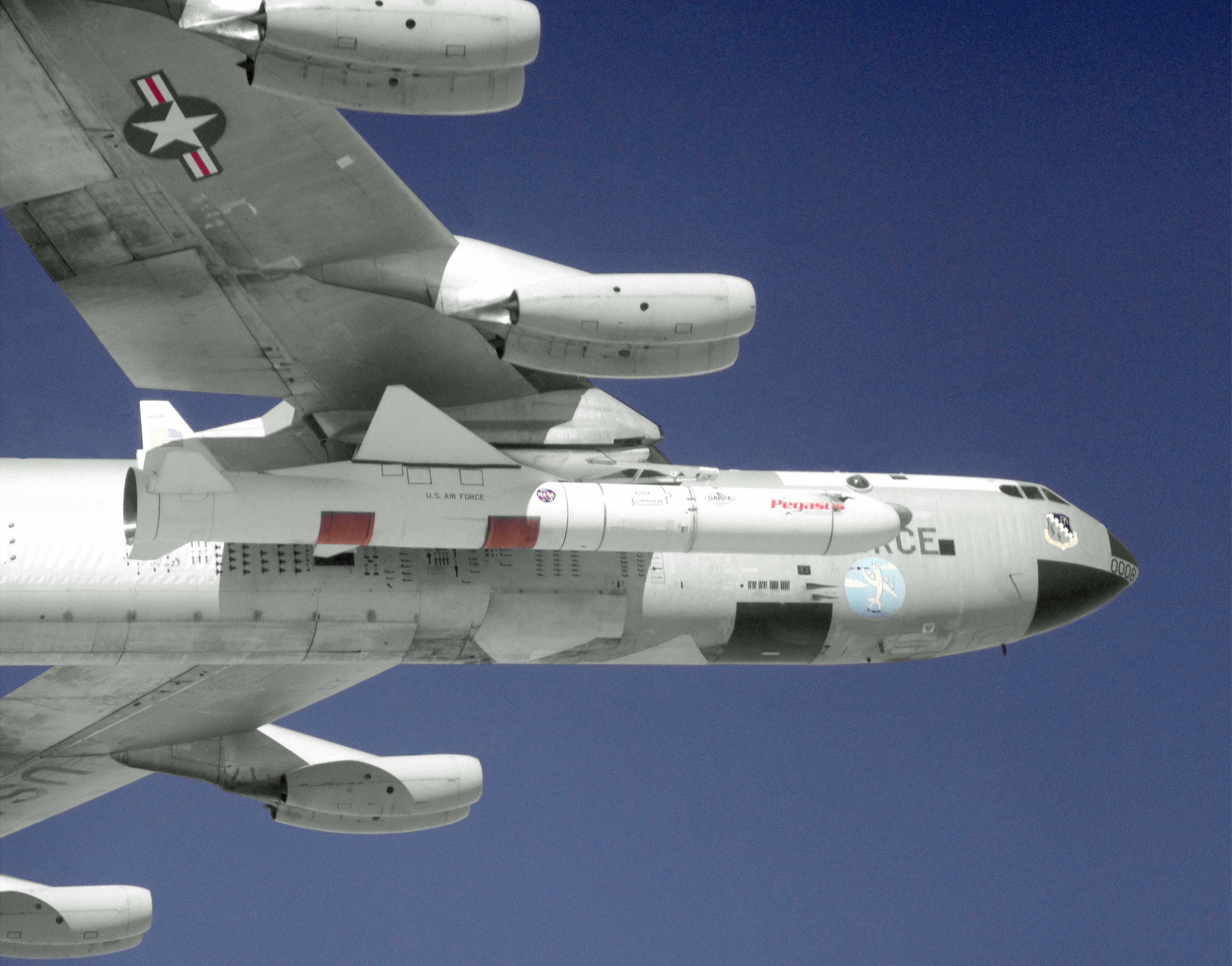
1989년 페가수스를 장착한 B-52 폭격기

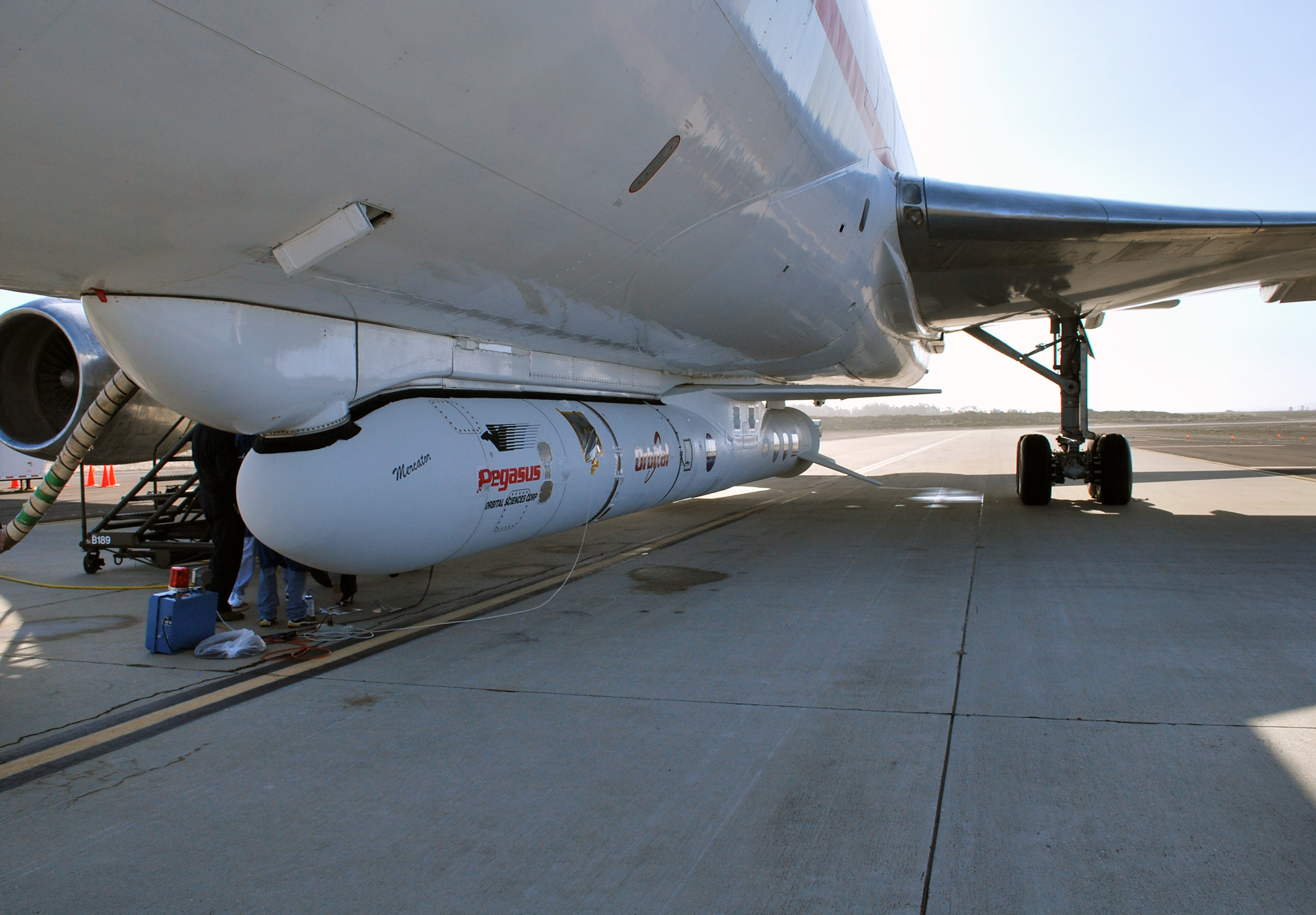
페가수스 XL이 L-1011 비행기에 장착된 모습

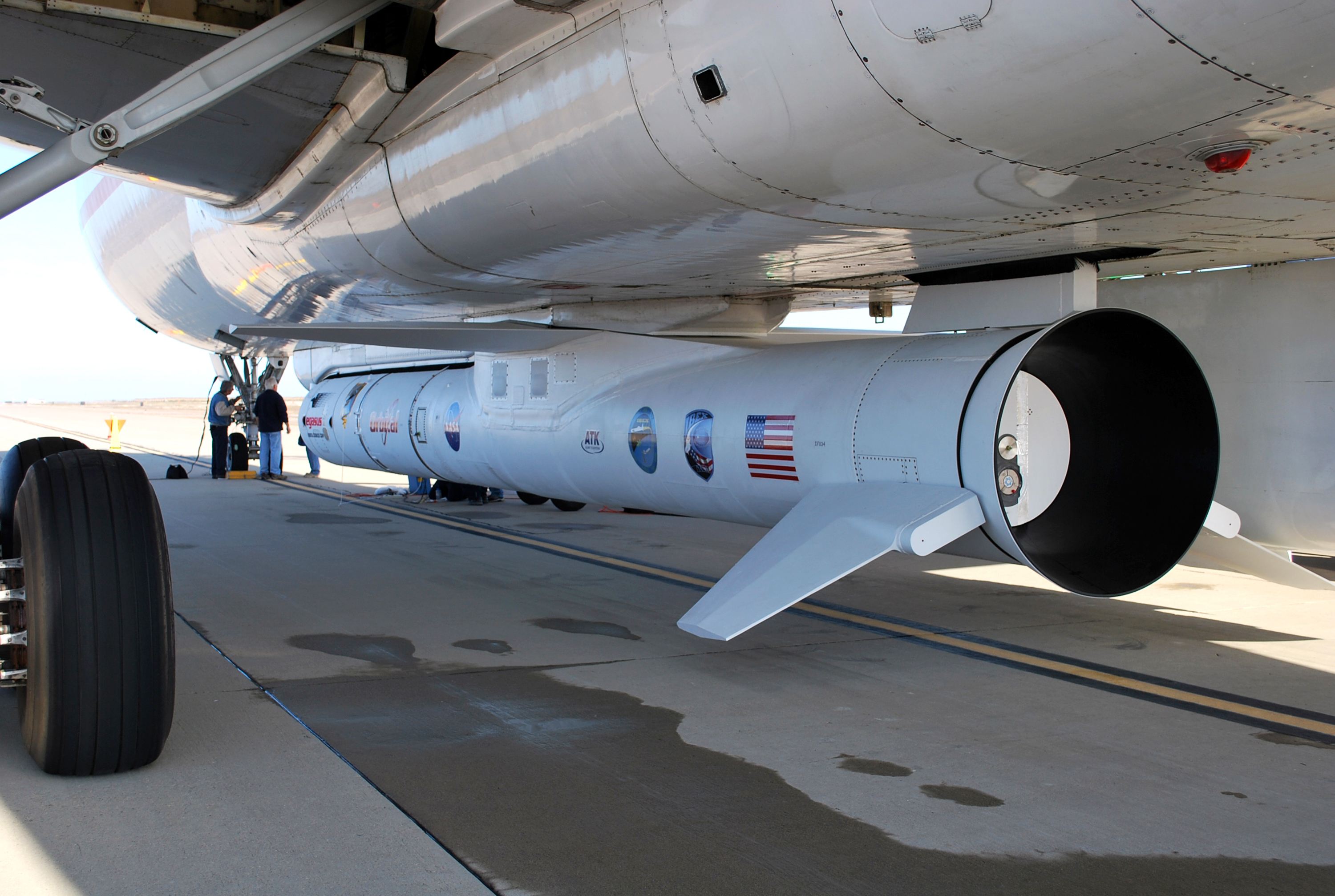
페가수스 XL이 L-1011 비행기에 장착된 모습

페가수스(Pegasus)는 미국의 오비탈 사이언스사의 비행기 발사형 우주로켓이다. 세계 최초의 민간 비행기 발사형 우주선이다. 1990년 초도비행을 하였고, 총 40회의 상업용 발사를 하였다.
페가수스 XL은 무게 23,130 kg이며, 443 kg의 인공위성을 저궤도에 올릴 수 있다.

## L-1011 스타게이저
페가수스는 록히드 마틴이 제작한 L-1011 스타게이저 비행기에서 발사된다.
기존 우주로켓의 발사지연요인 중 가장 큰 원인은 날씨이다. 그러나 페가수스가 발사되는 40,000 피트(12 km) 상공에서는 날씨의 영향을 거의 받지 않는다.
스타게이저의 최대이륙중량은 200톤으로, B-52 폭격기의 최대이륙중량 220톤과 비슷하다.
2021년 6월 13일, 미국 우주군 우주미사일시스템센터는 전술대응 위성 발사 프로그램의 시범위성 `TacRL-2'(Tactically Responsive Launch-2)을 노스럽 그러먼의 페가수스(Pegasus XL) 로켓에 실어 지구 저궤도에 올려놓았다고 밝혔다. 전술대응 발사 프로그램은 전술적 필요가 생겼을 경우 신속하게 목표물을 궤도에 투입하거나 새로운 것으로 교체하는 기술을 확보하는 것을 목표로 하고 있다. 미국 우주군이 이를 위해 채택한 것이 공중 발사가 가능한 페가수스 로켓이다. 지상 발사대가 필요 없는 공중 발사 로켓은 발사 장소와 날씨에 구애받지 않고 원하는 때에 전천후로 위성을 발사할 수 있다.

## 정찰위성
1990년대에는 고해상도 정찰위성이 1톤을 넘었다. 그러나 2021년 기준으로, 옛날의 고해상도 정찰위성이 200 kg 또는 60 kg 무게로 작아졌다.

## 대한민국
한국군도 스타게이저 비행기에서 발사되는 페가수스 로켓을 국산화 하기로 했다.

## 제원
- 무게: 18,500 kg (Pegasus), 23,130 kg (Pegasus XL)
- 길이: 16.9 m (Pegasus), 17.6 m (Pegasus XL)
- 직경: 1.27 m
- 날개폭: 6.7 m
- 화물: 1000 파운드 (443 kg, 1.18 m 직경, 2.13 m 길이)